# 富田靖子
富田 靖子（とみた やすこ、1969年〈昭和44年〉2月27日 - ）は、日本の女優。本名および旧芸名は冨田 靖子（とみた やすこ）。神奈川県茅ヶ崎市生まれ、福岡県糟屋郡志免町出身。神奈川県立港北高等学校卒業。アミューズ所属。

## 来歴
1983年、中学在学中に映画『アイコ十六歳』のオーディションを受け、約127,000人の中からヒロインに選ばれる。同年12月に同映画でデビューし、同時に「オレンジ色の絵葉書」で歌手デビューも果たした。松下由樹、宮崎ますみも同じオーディションから輩出され、この映画に出演している。監督は今関あきよし。なお、このオーディションには岡田有希子と森口博子も参加していた。
なお、富田は子供の頃から「靖子」という名前を何となくチープに感じており、あまり好きではなかったこともあって芸名でのデビューを希望していた。そこで、所属事務所・アミューズの大里洋吉会長宅にてスタッフとともに芸名会議を開くも、結局直感的に良いと感じるものが無く本名のままデビューとなった。
デビュー作をプロデュースしていた大林宣彦監督の起用に応え、1985年の映画『さびしんぼう』に主演する。1986年には当時民営化されたばかりのNTTのCMに出演。親元を離れ東京で同居する三姉妹を描いた一連のシリーズCMが製作され、その三女を演じ、後に単発テレビドラマ化され、同様に三女を演じた。1987年には市川準監督の初監督映画『BU・SU』に主演し、第9回ヨコハマ映画祭主演女優賞・高崎映画祭ベストアイドル賞を受賞した。『さびしんぼう』は第59回キネマ旬報ベスト・テン第5位（読者選出第1位）、『BU・SU』は第61回キネマ旬報ベスト・テン第8位（読者選出2位）と作品的にも高い評価を受け、しかも共に一枚看板的なヒロインを務めるという恵まれたスタートを切った。
しかし、テレビの連続ドラマでは期待されたほどの視聴率が取れず、1990年代に入り深津絵里や奥山佳恵ら事務所の後輩が台頭してきたこともあり、1995年の映画『南京の基督』で大胆なヘアヌードを披露し、イメージチェンジを図った。この作品で第8回東京国際映画祭最優秀女優賞を受賞。NHKは一時期、彼女のキャラクターを生かした正月特番ドラマを毎年用意するなど、重用していた時期もあった。また、毛利元就生誕500周年記念作品として製作した大河ドラマ『毛利元就』においては元就の正室・美伊の方を演じ、ドラマの要（原作では主人公）を担った。
1998年からは舞台に進出し、年1本のペースで出演している。現在は主演やヒロインを務めることは少なくなったが、ベテラン脇役（母親役など）として、家庭と仕事を両立しながら活躍している。
私生活では、2006年6月 - 同年7月に放送した日本テレビ『シャル・ウィ・ダンス?〜オールスター社交ダンス選手権〜』でペアを組んだダンスインストラクターの岡本裕治との共演がきっかけで交際に発展した。2007年6月に結婚、同年女児を出産したことを2008年に公表した（※社交ダンスに関するエピソードは後述）。
2024年3月、自身のSNSにて3年前に離婚していたことを公表した。

## 人物
- 兄と妹がいる[12]。
- 自分の手や指に自信がなくコンプレックスの1つであるという。特に爪が小さく、長く伸ばしてもあまり格好がつかないため基本的に短くカットしている。テレビなどでも指先が露骨に映らないようにしている。演技でどうしても手のアップが必要なときは手の動きや角度などを工夫しているという。
- 薬師丸ひろ子に憧れ女優を目指していた。その経緯から、長い間（女優として）共演するチャンスを望んでいたが[注 2]、2013年11月にTBS系列で放送されたドラマ『こうのとりのゆりかご〜「赤ちゃんポスト」の6年間と救われた92の命の未来〜』で初共演を果たした[注 3]。
- 命名することが好きで、富田が乗る自転車に「げんごろう2号」と名付けたが、周囲には公言していない[13]。
- 初めて観た映画は『機動戦士ガンダム』であり[注 4]、好きな映画は『転校生』（尾道三部作の1つ）である[14]。
- テレビ朝日のプロデューサー、加地倫三は高校時代の同級生（同期生）である[注 5]。
- アミューズでは、サザンオールスターズの次に所属年数が長い。

## エピソード
楽曲に関するエピソードはシングルに記された各曲を参照。

### 機動戦士ガンダム
- 1980年代に女性アイドルとしてガンダムファンをカミングアウトした数少ない人物の1人で、富田は小学生の頃から熱狂的なファンだった。2021年に寄稿したメッセージで富田は「12歳の当時、私はアムロが好きではありませんでした」と述懐したが、大人になるとその考えが変わり、「アムロは守られるべき子供でした。ホワイトベースに乗っていたみんなも、20歳未満の子供たちです。本当にショックでした」と綴っている[16]。
- シャア・アズナブルの大ファン[17][18]。TBSの『テレビ探偵団』にゲスト出演した際、『ガンダム』でのシャアの登場シーンに目を輝かせた。名古屋テレビの特別番組、『機動戦士ガンダム 逆襲のシャアのすべて』に出演した時は、番組の最後に監督・富野由悠季から富田自身のサイズに合わせて製作されたシャア仕様の軍服がプレゼントされ、「コンサートでぜひ着たいなと思います」と語った。
- トーク番組などにゲスト出演する際に、シャアへの熱い想いを語ることがある（後述）。富田は2021年に寄稿したメッセージに「赤い彗星のシャアへの想いは変わりません。静かに大熱狂してます！」と綴り、シャアへの熱い想いを改めて公言した[16]。
- 2018年11月に開催されたイベント『機動戦士ガンダムNTワールド(MOBILE SUIT GUNDAM NT WORLD)』では、自らがデザインしたガンプラ（「めぐりあい宇宙（）」）を出品している[注 6][16][19]。

#### 番組内での逸話
- 名古屋テレビ『プレビュージョッキー』（1988年放送[注 7]）で杉本純子（名古屋テレビアナウンサー（当時））と対談し、富田はシャアのファンであることを杉本に話し、『めぐりあい宇宙（）」でシャアが大写しとなる場面をカメラで撮影しようとしたことを明かした。その後、杉本から番組PRをお願いされた富田は「ガンダムってやっぱりイイ！」と話した後、「やっぱり、シャアはカッコ良かったです」と続けた。
- 名古屋テレビ「機動戦士ガンダム 逆襲のシャアのすべて」（1988年放送[注 8]）で司会を務めたが、本編の前に「私（富田）とガンダムの出逢い」（本人談より）という題でガンダムのファンになった理由を明かした[注 9]。同番組に出演したシャア・アズナブル役の池田秀一があいさつした後、富田は「私の愛するシャア・アズナブル」と語り、嬉しそうな表情を見せた。
- NHK総合『ごごナマ』（2017年9月28日放送）の「おしゃべり日和」にゲスト出演し、シャアへの熱い想いを語ろうとしたが、両院議員総会中継の関係で中断した[20][21]。この顛末はネット上で話題となり、『ねとらぼ』を運営するITmediaは「哀戦士富田靖子」と表現した[20]。
- NHK総合『あさイチ』（2019年1月25日放送）の「プレミアムトーク」にゲスト出演し、ガンダムへの熱い想いを語った[18][22]。
- NHK総合『有田P おもてなす』（2019年10月5日放送）にゲスト出演。TKOのコント「ポンちゃん」[23]に（ガンダムの）ニュータイプの話があり、富田は「あっかーん、シャアや！」と反応した[注 10]。同番組で共演したぬまっちは2021年4月にTwitterで「富田靖子さんは『逆襲のシャア』公開の事前番組で（中略）MCされてたガチ中のガチ。知る限りガンダムファンだと公言した初めての芸能人」とツイートしている[24]。

### 藤子・F・不二雄
- 藤子・F・不二雄の大ファンで、好きなキャラクターはドラえもん、木手英一（通称：キテレツ）など。ドラえもん映画作品は全て鑑賞しており、藤子作品の全てを読破している。その縁もあり、藤子・F・不二雄の短編アニメーション特別番組『T・Pぼん』ではナレーションとして出演した。

### 少女マンガ
- 熱烈な少女マンガファンとしても知られる[18]。愛読書は高橋亮子『坂道のぼれ!』である[25]。

### 社交ダンス
2006年に放送した『シャル・ウィ・ダンス?〜オールスター社交ダンス選手権〜』（日本テレビ）で、後に富田の夫となる岡本裕治（ダンスインストラクター）と共演。予選のレッスンは1日あたり6時間以上となる日もあった。ある日、富田はダンスの練習時に岡本に振り付けの提案をし、予選で踊るダンスのテーマを考えた。富田はこの時、「男がかっこよく見えることが女が一番素敵に見える」と語している。予選は「終わりのある恋」というテーマで社交ダンスを披露した後、富田は「先生たちの振り付けを覚えていくうちに…もしかしたらコレ、ラブストーリー？」と想像したことを話した後、「大好きラブストーリー」と続け、同番組で共演した南原清隆や勝俣州和らの笑いを誘った。南原は「振り付けではなく、ストーリーから入ることがいい」と感心した。
予選は6位で通過し、富田は「極限状態」と言いながら涙した。次のダンス収録までの期間は1週間しかなかったが、富田はこの間にドラマ収録（京都）があり、それとダンスレッスン（大阪）を並行するハードスケジュールとなったため、上手く踊ることができなかった。ステップを覚えることができない富田はダンスのレッスンを一時中断し、そのステップを文章にまとめ、ダンスをする時もメモを取りながら練習した。この時も富田が振り付けを提案し、「見つめ合うのはイヤ」と話した。ちなみに、準々決勝で踊ったダンステーマは「もう少しそばにいさせて」であったが、ダンスを終えた後、本番前日に振り付けを忘れたことを（控室で）質問された富田は「やっちゃいましたー」と焦ったが、「最後までちゃんと踊れたのがすごく（嬉しい）」と話している。
準々決勝は4位で通過し、準決勝に進出した。練習の時、岡本は「ダンスは楽しむものだよ」と言って富田をフォローしたが、富田は「楽しめるわけがない」という旨の話で返したことを準決勝進出者発表後のインタビューで明かした後、「（ダンスが）ちょっと楽しかったです」と続け、それを聞いた岡本は苦笑いした。富田は予選の審査後に「極限状態」と話すなど、プレッシャーに負けそうになったが、岡本は「楽しんでいきましょう！」と言って富田を励まし、準々決勝は笑顔で踊ることができた。準決勝もドラマ収録（京都）と並行してダンスレッスンを行ったが、このレッスンの時、富田は笑顔を見せ、練習を楽しんだ。準決勝のダンステーマは「胸はずむ初恋」であり、キューティーハニーのテーマ曲（歌：前川陽子）に合わせてジャイブを踊った。ダンスを終えた富田は「先生（岡本）と一緒に踊るということがどれだけ素敵なことで（中略）大切なことで大変なことなのかをすごく感じた1週間でした」と話し、審査員による採点の合計点が24点となったことに驚いた。
準決勝を3位で通過した富田は決勝戦の前に「ここ（決勝戦）に居るのがウソみたい」と話し、これまでのことを振り返った。富田は決勝戦の前に受けたインタビューの後、原田泰造から届いた応援メッセージを聞いたが、（内容の薄さに）苦笑いした。決勝戦の前に流れたVTRで、富田は自分が変わった理由を「大阪に来れたのが良かった」と話している。決勝戦で踊ったダンステーマは「楽しい時間（）をありがとう」であり、ダンスを終えた富田はインタビューで「（岡本）先生と踊れてすごく楽しかったです」と話したが、「日頃の練習の成果は出せなかった」という旨も話した。勝俣は「完璧すぎるんですよ、充分伝わってますよ」とフォローしたが、富田は「いや、（練習の時に）もうちょっと良かったことがありましたよね？」と岡本に聞くと、「いえ、今日が最高です」と言って富田の頑張りをほめた。富田はこの時、照れ笑いを浮かべた。決勝戦の審査員の1人、天野博文は採点する前のインタビューで「上達度はナンバー1だと思います」と語している。ちなみに、決勝戦の採点は24点であった。採点結果を聞いた富田は笑顔で「ドラマの撮影現場に帰れます！これで」と言い、南原は富田の上達に驚いたことを話した。
決勝戦の出場者全員でウィンナ・ワルツを踊った後のインタビューで富田は「こんな私をここまで引っ張り上げてくださったことをとても感謝してます」と話した後、岡本は「楽しかったです。本当、ありがとうございました」と話し、富田に感謝した。富田・岡本ペアは優勝を逃したが、当番組での共演をきっかけに交際を始め、2007年6月に結婚。同年、富田は女児を出産した。ちなみに、結婚と出産を公表したのは2008年のことである。
この番組でペアとして出場した富田と岡本の成績は下表のとおり。なお、各審査員の氏名や点数はすべて省略し、「採点」は各審査員の合計点を記した。
| 戦       | ダンスの種類        | 富田・岡本ペアのテーマ     | 順位 | 採点 |
| -------- | ------------------- | -------------------------- | ---- | ---- |
| 予選     | チャチャチャ        | 終わりのある恋             | 6    | 21   |
| 準々決勝 | タンゴ              | もう少しそばにいさせて     | 4    | 19   |
| 準決勝   | ジャイブ            | 胸はずむ初恋               | 3    | 24   |
| 決勝     | サンバ (社交ダンス) | 楽しい時間（）をありがとう | 4    | 24   |
| 決勝     | ウィンナ・ワルツ    | －                         | 4    | －   |

備考
- 富田は予選の審査員採点後のインタビューで「通知表で運動系（体育）の評価でいい評価は無かったので、すごく嬉しいです」と話した[注 16]。
- 富田・岡本ペアの練習シーンが終わるときのナレーションに「富田劇場」というフレーズがあり、そのテロップが出る[注 17]。南原は準決勝でダンスを終えた富田にこのフレーズを言うと富田は爆笑した。
- 決勝は「（各ペアが）得意とするダンス」（※自由演目）・「ウィンナ・ワルツ」の2種目であった。なお、「ウィンナ・ワルツ」は団体競技（決勝に出場したペアが全員出場）のため、テーマ設定は無かった。

### めんたいぴりり
2023年にインタビューを受けた富田は『めんたいぴりり』（2013年放送）のオファーが来た時、「最後の出張かな？」と思ってオファーを受けた。この当時、富田は子育てをしていたため、「最後の出張」をテーマに芸能活動をしていた。富田は同作品への出演を機に出張しないことを決断した（舞台を含む。ただし、後述するテレビ番組の一部（※対象となった番組はすべてゲスト出演）を除く）。同作の撮影をする時は富田の子供を（富田の）実家に預け、撮影が行われた。
富田は「はじめのうちは小さなモニターを見ながら従業員全員でアフレコをしたこと」・「（撮影現場の）セットが狭く、居場所が無かったので、皆が何をしているのか一目で分かったこと」を語り、「『振り返れば誰かが居る』という環境は、家族の疑似体験を受け入れやすいと思う」と語った。作品に関しては「役者同士が助け合って作り、みんなで支え合いながら作りました」と語り、結束力が生まれた切っ掛けは「役者同士が助け合って（『めんたいぴりり』を）作った」と語っている。
このインタビューで「今、自分が大切にしていることは何ですか？」と聞かれた富田は「"無限ではない"ということを認識しました。（中略）終活ではありませんが、自分の役者としての終わりを見据えるようになりました。だからこそ今は、"怖がらずに色々な作品に出演したい"と思っています」と話した後、「"これで終わり"と思った時に後悔はすると思いますが、『たくさんやった、楽しかった』といって区切りをつけることが出来るように1つ1つの作品を楽しむと共に、"色々な方たちと仕事をしたい"と思っています」（原文ママ）と続けた。

## 出演

### 映画
- アイコ十六歳（1983年12月17日公開。名古屋の中日シネラマ劇場では同年11月19日に先行ロードショー） - 主演・三田アイコ 役 ※デビュー作
- グッドバイ夏のうさぎ（1983年12月17日公開。名古屋の中日シネラマ劇場では同年11月19日に先行ロードショー） - 『アイコ十六歳』のメイキング映画であり、同時上映作品。
- ときめき海岸物語（1984年8月4日公開） - 主演・杉本春江 役
- さびしんぼう（1985年4月13日公開） - 主演・橘百合子・さびしんぼう 役
- 姉妹坂（1985年12月21日公開） - 喜多沢藍（四女） 役
- BU・SU（1987年10月31日公開）※第2回高崎映画祭ベストアイドル賞 - 主演・森下麦子 役
- ほんの5g（1988年11月26日公開） - 主演・寿明日香 役
- マイフェニックス（1989年5月13日公開） - 主演・穴山咲子 役
- あ・うん（1989年11月3日公開） - 水田さと子 役
- バトルヒーター（1989年11月3日公開） - 近藤 役
- 新・同棲時代「SCENE1 空に星のある限り」（1991年9月14日公開） - 主演・宮沢ミツコ 役
- 釣りバカ日誌スペシャル（1994年7月16日公開） - 佐々木志野 役
- 南京の基督 南京的基督（1995年公開、香港・日本合作） - 宋金花 役
- kitchen〜キッチン〜 我愛厨房（1997年公開、香港・日本合作） - アギー 役
- ジューンブライド 6月19日の花嫁（1998年6月13日公開） - 主演・池野千尋 役
- 洗濯機は俺にまかせろ（1999年4月24日公開） - 主演・片桐節子 役
- ホーホケキョとなりの山田くん（1999年7月17日公開） - 声優・受付嬢 役
- 木曜組曲 （2002年10月12日公開） - 林田尚美 役
- 下弦の月〜ラスト・クォーター（2004年10月9日公開） - 主人公・望月美月の母 役
- ロード88 出会い路、四国へ（2004年11月6日公開） - 医師 役
- 新しい風 若き日の依田勉三（2004年12月25日公開） - 依田リク 役
- 恋するトマト（2006年5月13日公開） - 景子 役
- 茶々 天涯の貴妃（2007年12月22日公開） - はつ 役
- 君に届け（2010年9月25日公開） - 黒沼陽子役
- 紙風船ーあの星はいつ現はれるか（2011年3月26日公開） - 雨宮果歩 役
- 鈴木先生（2013年1月12日公開） - 足子瞳 役
- もらとりあむタマ子（2013年11月23日公開） - 曜子 役
- もういちど（2014年8月23日公開） - おまさ 役
- きみはいい子（2015年6月27日公開） - 櫻井和美 役[29]
- この国の空（2015年8月8日公開）[30]
- 十字架（2016年2月6日公開） - 藤井澄子 役[31]
- 超高速!参勤交代 リターンズ（2016年9月10日公開） - 荒木富江 役[32]
- わさび（2017年8月26日公開） - 小原房子 役[33]
- 友罪（2018年5月25日公開） - 白石弥生 役[34]
- めんたいぴりり（2019年1月18日公開） - 海野千代子 役[35]
- 愛唄 -約束のナクヒト-（2019年1月25日公開） - 伊藤佐和 役[36]
- Fukushima 50（2020年3月6日公開） - 伊崎智子 役[37]
- 向田理髪店（2022年10月14日公開） - 向田恭子 役[38]
- めんたいぴりり〜パンジーの花（2023年6月9日公開） - 海野千代子 役[39]
- シサㇺ（2024年9月13日公開） - 高坂まさ 役[40][41]
- 映画 おっさんのパンツがなんだっていいじゃないか!（2025年7月4日公開） - 沖田美香 役[42]
- 風のマジム（2025年9月12日公開予定） - 伊波サヨ子 役[43]

### テレビドラマ
- 月曜ドラマランド（フジテレビ）
  - 一休さん（1985年8月12日） - 主演・一休さん 役
  - 藤子不二雄の夢カメラ 第2話「さ・よ・な・らジゴロ」（1987年3月2日）
- 忠臣蔵（1985年12月30日・31日、日本テレビ）
- セーラー服三銃士（1986年9月4日、フジテレビ、木曜ドラマストリート）
- 泣いてたまるか 第7話「幽霊は不倫する」（1986年12月2日、TBS）
- なんて素敵にジャパネスク（1986年12月27日、日本テレビ） - 主演・瑠璃姫 役
- パリ行最終便（1986年12月29日、テレビ朝日）
- 月曜ドラマスペシャル（TBS）
  - 外科東病棟2（1989年11月20日）
  - 父の涙第2弾 ガン病棟八階（1991年5月27日）
  - イブは初恋のように（1991年12月16日）
- 白虎隊（1986年12月30・31日、日本テレビ） - さつき 役
- 月夜のうさぎ（1987年3月7日、NHK） - モモ 役
- 痛快!婦警候補生やるっきゃないモン!（1987年3月29日 - 9月27日、テレビ朝日） - 主演・早見香里 役
- 新人類スチュワーデス二人旅（1987年6月3日、TBS、水曜ドラマスペシャル） - 山内かおり 役
- 赤ちゃんに乾杯!（1987年10月10日 - 12月26日、TBS） - 安田由有子 役
- 悲しみだけが夢をみる（1988年6月6日 - 7月1日、NHK、銀河テレビ小説） - 主演・角谷知美 役
- 外科東病棟（1988年6月11日、TBS、土曜ドラマスペシャル）
- 女優VS脚本家「中国服の女」（1988年7月24日、中部日本放送）
- 明日-1945年8月8日・長崎（1988年8月9日、日本テレビ） - 三浦ヤエ 役
- 三姉妹は電話がお好き!（1988年9月2日、フジテレビ、男と女のミステリー） - 主演
- 疑惑の家族（1988年10月12日 - 12月7日、TBS・大映テレビ） - 朝倉幸子 役
- ヘイ!あがり一丁（1989年1月12日 - 3月23日、フジテレビ） - 主演・中川龍子 役
- 雪国（1989年1月31日、テレビ朝日）
- 二子玉川、轟酒店（1989年4月13日 - 5月4日、テレビ朝日、シリーズ街）
- 東芝日曜劇場（TBS）
  - 麻里 et パリ（1989年7月9日、毎日放送）
  - まま・あい・らぶ・ゆー（1991年4月21日、北海道放送）
  - 秋・定年十年目の…（1991年11月3日）
- 花も実もある（1990年1月10日 - 3月14日、NHK、水曜ドラマシリーズ） - 主演・葉子 役
- ネットワークベイビー（1990年5月1日、NHK） - 主演
- お笑い師デカルトカント物語（1991年1月2日、NHK） - 主演
- 雁金屋草紙（1991年3月19日、テレビ朝日）
- 天使の誕生（1991年3月20日、日本テレビ）
- ルージュの伝言「vol.8　リフレインが叫んでる」（1991年5月22日、TBS）
- 竹下景子のY氏の隣人（1991年7月9日、TBS）
- さくら家の人びと（1992年1月2日、NHK）[44] - 主演・さくらももこ 役
- ほほえみで抱きしめたい（1992年5月21日、読売テレビ）
- わたしのベビーフェイス（1992年6月25日、読売テレビ）
- パイナップルの彼方へ（1992年9月11日、フジテレビ） - 主演
- 土曜ドラマ（NHK)
  - 新十津川物語 昭和編（1992年9月19日 - 26日） - 主演・栃谷/花房あい 役
  - 風になれ鳥になれ（1998年3月7日 - 21日）
  - チャレンジド（2009年10月10日 - 11月7日） - 塙幸江 役
  - チャレンジドスペシャル（2011年） - 塙幸江 役
- 木曜日の食卓（1992年10月15日 - 12月24日、TBS） - 米坂摩耶 役
- 素晴らしきかな人生（1993年7月1日 - 9月16日、フジテレビ） - 伊藤初音 役
- 家族ネットワーク（1994年1月3日、テレビ朝日）
- ばいばい、フヒタ（1994年2月15日、日本テレビ、カネボウヒューマンスペシャル） - 主演・藤田直子 役
- 刑事の恋（1994年4月7日、テレビ朝日） - 本田秋子 役
- いらっしゃい（1996年9月2日 - 26日、NHK） - 主演・御成日菜子 役
- 大河ドラマ（NHK）
  - 毛利元就（1997年1月5日 - 12月14日） - 美伊の方 役
  - 江〜姫たちの戦国〜（2011年） - お福 役
- 美味しんぼシリーズ（1997年 - 1999年、フジテレビ） - 栗田ゆう子 役
  - 美味しんぼ4（1997年10月8日）
  - 美味しんぼ5　究極VS至高最後の対決!?（1999年8月20日）
- いとしの未来ちゃん「第4話　眺めのいい部屋」（1997年、テレビ朝日）
- しくじり鏡三郎（1999年4月2日 - 9月3日、NHK）
- なごや千客万来（2000年6月23日 - 7月28日、NHK） - 主演・吉田裕子 役
- 手塚治虫劇場「カノン」（2000年、テレビ朝日）
- 昔の男（2001年4月13日 - 6月29日、TBS、金曜ドラマ） - 池田マリ 役
- 私立探偵 濱マイク「第1話」（2002年7月1日、読売テレビ）
- 女と男と物語（Episode9）「仲人の夜」（2003年3月8日、朝日放送） - 主演・麻田皐月 役
- シンシア 〜介助犬誕生ものがたり〜 （2003年5月5日、毎日放送） - 主演・木村美智子 役
- 京女刑事・真行寺メイ（2003年6月8日、テレビ東京、女と愛とミステリー） - 主演・真行寺明 役
  - 京女刑事・真行寺メイ2　絹の道・殺人事件（2005年3月6日） - 主演・真行寺明 役
- 四分の一の絆（2004年5月19日、TBS）- 高岡 役
- フリー女子アナの殺人リポート（2004年4月17日、朝日放送、土曜ワイド劇場） - 主演・島村梢 役
  - フリー女子アナの殺人リポート2（2006年2月18日、朝日放送、土曜ワイド劇場） - 主演・島村梢 役
- 六月の花嫁　マリーゴールド（2005年6月14日、日本テレビ、火曜サスペンス劇場） - 主演・糸川亜由美 役
- つぐない（2004年6月30日、TBS、水曜プレミア） - 広岡由美 役
- トキオ 父への伝言（2004年8月30日 - 9月30日、NHK） - 早瀬千鶴 役
- 新・桃太郎侍（2006年7月25日 - 9月5日、テレビ朝日） - お葉 役
- クッキングパパ（2008年8月29日、テレビ西日本） - 荒岩虹子 役
- ホカベン「第1・2話」（2008年4月16・23日、日本テレビ） - 池上享子 役
- the波乗りレストラン（2008年11月1日 - 9日、日本テレビ） - マドンナ 役
- 天国で君に逢えたら（2009年9月24日、TBS、JNN50周年記念ドラマ） - 小林恭子 役
- BOSS「CASE7」（2009年5月28日、フジテレビ） - 高峰仁美 役
- 853〜刑事・加茂伸之介 （2010年1月14日 - 3月11日、テレビ朝日） - 佐々木雪子 役
- 新春ドラマ特別企画「赤い指〜『新参者』加賀恭一郎再び!」（2011年1月3日、TBS） - 大森春美 役
- 遠い日のゆくえ（2011年3月13日、WOWOW、ドラマW） - 今西桜子 役
- 鈴木先生（2011年4月 - 6月、テレビ東京） - 足子瞳役
- もしも明日…「家族が失業したら」（2012年3月17日、NHK） - 武内三沙子 役[注 18]
- 向田邦子 イノセント 第2話「きんぎょの夢」（2012年3月31日、WOWOW） - 殿村みつ子 役[注 18]
- 浪花少年探偵団「第1話」（2012年7月2日、TBS） - 福島雪江 役
- そこをなんとか「第8話 - 最終話」（2012年12月9日、NHK BSプレミアム） - 津田有希子 役
- サキ（2013年、関西テレビ） - 須藤恵 役
- 立証 離婚弁護士 香月佳美（2013年5月29日、テレビ東京、水曜ミステリー9） - 主演・香月佳美 役[45]
- めんたいぴりり（2013年8月3日より全16話、テレビ西日本） - 主演・海野千代子 役
  - めんたいぴりり2（2015年2月20日、27日）
- こうのとりのゆりかご〜「赤ちゃんポスト」の6年間と救われた92の命の未来〜（2013年11月25日、TBS、テレビ未来遺産 ドラマ特別企画） - 新山寛子 役
- 福家警部補の挨拶「第2話」（2014年1月21日、フジテレビ） - 河出みどり 役
- ママが生きた証（2014年7月5日、テレビ朝日） - 沢村幸枝 役
- 吉原裏同心「第3話」（2014年7月10日、NHK） - きく 役
- シリーズ被爆70年 ヒロシマ 復興を支えた市民たち　ドキュメンタリードラマ第1回「鯉昇れ、焦土の空へ」（2014年9月26日、NHK広島放送局） - 砂田時枝 役
- 保育探偵25時〜花咲慎一郎は眠れない!!〜（2015年1月 - 3月、テレビ東京） - 早乙女麦子 役
- 佐知とマユ （2015年3月17日、NHK） - 中山由美 役[46]
- 明日もきっと、おいしいご飯〜銀のスプーン〜（2015年6月1日 - 7月31日、東海テレビ） - 早川恭子 役
- 連続テレビ小説（NHK）
  - あさが来た（2015年11月 - 2016年3月） - カズ 役
  - スカーレット（2019年9月30日 - 2020年3月28日） - 川原マツ 役
- 孤独のグルメ Season5 第12話 （2015年12月19日、テレビ東京） - 若女将 役
- 連続ドラマW・荒地の恋（2016年1月9日 - 2月6日、WOWOW） - 北沢治子 役[47]
- 科捜研の女 春スペシャル（2016年4月17日、テレビ朝日） - 梅乃宮紅子 役
- 受験のシンデレラ（2016年7月10日 - 8月28日、NHK BSプレミアム） - 遠藤千枝子 役
- はじめまして、愛しています。（2016年、テレビ朝日） - 黒川月子 役
- 誘拐ミステリー超傑作 法月綸太郎 一の悲劇（2016年9月23日、フジテレビ） - 山倉和美 役
- 逃げるは恥だが役に立つ（TBS） - 森山桜 役
  - 連続ドラマ（2016年10月11日 - 12月20日）
  - ガンバレ人類! 新春スペシャル!!（2021年1月2日）
- ブランケット・キャッツ（2017年、NHK） - 桜井たえ子 役
- 植木等とのぼせもん（2017年9月2日 - 10月21日、NHK） - 松崎ハツエ 役
- 直撃!シンソウ坂上SP 〜日航123便からのメッセージ・33年目の真相〜（2018年8月16日、フジテレビ） ‐ 田淵輝子 役
- 学校へ行けなかった私が「あの花」「ここさけ」を書くまで（2018年9月1日、NHK BSプレミアム） - 主人公の母（坂田紀子） 役
- レ・ミゼラブル 終わりなき旅路（2019年1月6日、フジテレビ） - 馬場結子 役[48]
- 刑事ゼロ 第1話（2019年1月10日、テレビ朝日） - 鳴島桜子 役
- 白衣の戦士! 第1話（2019年4月10日、日本テレビ） - 細川智子 役
- 私の家政夫ナギサさん（2020年7月7日 - 9月1日、TBS） - 古藤深雪 役
- 35歳の少女（2020年10月10日 - 12月12日、日本テレビ） - 今村加奈 役[49]
- モコミ〜彼女ちょっとヘンだけど〜（2021年1月23日 - 4月3日、テレビ朝日）- 清水千華子 役
- 連続ドラマW コールドケース3 〜真実の扉〜「最終話」（2021年2月13日、WOWOW） - 大野律子 役
- 東京地検の男（2021年3月24日、テレビ朝日） - 東丸恭子 役
- 生きるとか死ぬとか父親とか（2021年4月10日 - 6月26日、テレビ東京） - トキコの母親（回想） 役
- 警視庁ひきこもり係（2021年8月5日、テレビ朝日） - 家藤時子 役
- 踊り場にて（2021年12月30日、フジテレビ） - 美園優子 役[50]
- 未来への10カウント（2022年4月14日 - 6月9日、テレビ朝日） - 大野倫子 役[51][52]
- 純愛ディソナンス（2022年7月14日 - 9月22日、フジテレビ） - 和泉静 役[53][54]
- 束の間の一花（2022年10月18日 - 12月20日、日本テレビ）- 千田原一枝 役[55]
- わたしのお嫁くん（2023年4月12日 - 6月21日、フジテレビ） - 速見良子 役[56]
- 連続ドラマW フィクサー Season1（2023年4月23日 - 5月21日、WOWOW） - 新田さゆり 役[57][58]
  - フィクサー Season2（2023年7月9日 - 8月6日、WOWOW）[59]
- 正義の天秤 Season2 第3話（2023年5月20日、NHK総合） - 河本三津子 役
- おっさんのパンツがなんだっていいじゃないか!（2024年1月6日 - 3月16日、東海テレビ・フジテレビ） - 沖田美香 役[60]
  - おっさんのパンツがなんだっていいじゃないか!SP（2025年6月28日、東海テレビ・フジテレビ）[61]
- おいハンサム!!2 第1話（2024年4月6日、東海テレビ・フジテレビ） - 大杉裕子 役[62]
- 燕は戻ってこない（2024年4月30日 - 7月2日、NHK総合・NHK BSプレミアム4K） - 大石佳子 役[63]
- I, KILL（2025年5月18日 - 6月22日、WOWOW） - 氷雨 役[64]
- ちはやふる-めぐり-（2025年7月9日 - 、日本テレビ） - 中西泉 役[65]

### ラジオドラマ
- アドベンチャーロード　少女探偵に明日はない（1988年2月15日 - 19日、NHK-FM） - 吉井ミカ 役
- 特集オーディオドラマ ’95　いつかに続く調べ（1995年11月4日、NHK-FM）[66]
- FMシアター （NHK-FM）
  - モモと見た夢（2008年2月16日） - 鈴子 役[67]
  - 大工（2018年7月28日） - 語り[68]
  - 良い子、母になる（2020年5月9日） - 千鶴子 役[69]
  - 仮想郵便局（2020年8月29日） - カヨ 役[70]
  - 『アディショナルタイム』（2025年1月11日） - 咲恵 役[71]

### 舞台
- ACB（） 恋の片道切符（1987年）
- 飛龍伝'90 殺戮の秋（1990年）
- 結婚披露宴（1991年）
- 隔世遺伝シャーベット（1993年）
- NODA・MAP番外公演 赤鬼（1996年）
- ZENMAI（1998年）
- NODA MAP弟7回公演 パンドラの鐘（1999年）
- 阿修羅城の瞳 BLOOD GETS IN YOUR EYES（2000年） - 闇のつばき 役[72]
- 天守物語（2001年）
- ガラスの動物園（2001年）
- LOVE LETTERS（2002年） - メリッサ・ガードナー 役
- 華岡青洲の妻（2002年）
- ピルグリム（2003年）
- 女狂言 2003（2003年）
- 羅生門 女たちのまぼろし（2004年）
- 燃えよ剣（2004年） - お雪 役[73]
- ママがわたしに言ったこと（2004年） - ロージー・メトカーフ 役[74]
- 姫が愛したダニ小僧（2005年）[75]
- ラブハンドル（2006年）[76]
- アジアの女（2006年） - 主演[77]
- フライパンと拳銃（2008年） - 志津香 役[78]
- 新 センセイの鞄（2010年） - 大町ツキコ 役[79]
- 炎の人 ヴァン・ゴッホ小伝（2011年） - シィヌ／ラシェル 役[80]
- こまつ座 第124回公演「母と暮せば」（2018年） - 主演・福原伸子 役[81]
  - こまつ座 第137回公演「母と暮せば」再演（2021年） - 主演・福原伸子 役[82]
  - こまつ座 第150回公演「母と暮せば」再々演（2024年） - 主演・福原伸子 役[83]
- 奏劇 vol.3『メトロノーム・デュエット』（2023年） - 真中 役[84]
- 明日を落としても（2025年公演予定）[85]

### テレビ（ドラマを除く）

#### 音楽番組
- NHK総合
  - レッツゴーヤング（1985年と1986年に1回ずつ）
  - ヤングスタジオ101（1988年2月7日）
  - ジャストポップアップ（1988年7月30日）
- NHK-BS2
  - アジアライブ・スーパーコンサート 〜ASIA LIVE DREAM〜（1996年12月26日）
- 日本テレビ
  - 歌のトップテン（1988年4月4日） - 宇多津駅（JR四国）からの中継で出演
- フジテレビ
  - 夜のヒットスタジオDELUXE（1985年8月7日、1988年7月6日）
- テレビ朝日
  - ミュージックステーション（1987年5月22日）
  - 歌謡びんびんハウス（1988年2月28日）

ほか

#### バラエティ・情報番組ほか
- NHK総合（NHK G）
  - 600 こちら情報部（1984年1月放送） - 太宰府天満宮より出演
  - 世界のマジック・ショー（1985年12月31日） - 案内
  - 四季・富良野（1988年1月8日） - ナレーション
  - 連想ゲーム（1988年3月2日、同年12月7日）
  - NHK土曜プラザ（1997年2月1日）
  - スタジオパークからこんにちは（1997年9月19日、2000年6月26日、2011年10月11日、2016年7月14日）
  - NHKスペシャル「マネー資本主義・超金余りはなぜ起きたのか」（2009年5月17日）
  - 土曜スタジオパーク（2009年10月10日、2015年12月5日、2019年10月26日（※VTR出演））
  - 日本怪談百物語 その弐（2010年8月16日） - 出演・朗読
  - ろーかる直送便 しこく8「恋女房おりょう 龍馬を語る」（2010年11月5日）[86] - 出演・朗読
  - ヒューマンドキュメンタリー 「つかこうへい 日本の芝居を変えた男」(2010年12月24日） - ナビゲーター
  - こころから歌いたい〜母になったNOKKO〜（2011年2月11日） - ナレーション
  - となりのシムラ（2016年12月26日）
  - ごごナマ（2017年9月28日）
  - あさイチ（2019年1月25日）
  - 有田P おもてなす（2019年10月5日）

- NHK教育（NHK E）
  - しぜんとあそぼ 「こおろぎ」（2009年11月19日） - ナレーション
  - マチスコープ「やさしいマチ」（2022年1月21日） - 映画『アイコ十六歳』で共演した佐藤二朗と再び共演[87]。

- NHK-BS2
  - リクエストで綴る にっぽんアニメ大全集(3)（1995年9月6日）
  - 真夜中の王国（1997年12月24日）
  - シネマ・パラダイススペシャル（1999年3月21日 ほか）
  - BSエンターテインメント「アメリカ・トレッキング紀行」（2002年10月8日）

- NHK-BShi
  - 世界の絵本「少年と海」（2005年3月29日）、「ふしぎなたね」（2005年4月12日） - ともに朗読
  - 世界ふれあい街歩き（2005年4月5日 ほか） - ナレーション

- NHK BSプレミアム（NHK BSP）
  - コントの劇場「6月号」（2013年6月28日）
  - 超入門！落語 THE MOVIE ミニ「替わり目」女房役（2023年3月17日；2017年放送の再構成）
  - 発見！体感！川紀行
    - 「世界遺産！合掌の里の冬支度 庄川紀行」（2016年1月29日） - 出演[88]

  - 発見！体感！にっぽん水紀行
    - 「夏！北アルプス　きらめく湧水〜安曇野・松本〜」（2016年8月24日） - 出演[89]
    - 「水郷の城下町〜福岡 柳川〜」（2016年12月1日） - 出演[90]
    - 「祭りと人と水の都〜大阪〜」（2018年9月1日） - 出演[91]

  - ホタル前線 北上の旅〜蛍火が照らす美しき日本〜（2017年8月30日） - 出演・ナレーション[92]

- 日本テレビ
  - 大きなお世話だ（1985年12月16日）
  - ごちそうさま（1986年9月15日、1994年2月14日）
  - スター爆笑Q&A（1986年9月29日）
  - 今夜は最高!（1986年10月25日、同年11月1日）[注 19]
  - 鶴ちゃんのプッツン5（1987年10月10日、1988年1月30日、1989年5月13日）
  - ズームイン!!朝!（1987年12月放送） - VTR出演[注 20]
  - 鶴太郎のテレもんじゃ（1988年3月6日）
  - スター生たまご・邦子のいまドキ芸能界（1988年4月3日）
  - 番組の途中ですが…再びたけしです（1988年7月27日）
  - 鶴太郎の危険なテレビ（1988年8月14日）
  - 山田邦子の旅くらぶ（1991年8月25日）
  - プリティガレッジ（2005年6月3日）
  - メレンゲの気持ち（2005年6月11日）
  - シャル・ウィ・ダンス?〜オールスター社交ダンス選手権〜（2006年6月3日 - 同年7月22日） - レギュラー出演（第2シリーズのみ）
  - NNNドキュメント’10　心からガムシャラに 社会人応援団（2010年7月19日） - ナレーション
  - ヒルナンデス!（2011年10月7日） - ゲスト出演し、「女優富田靖子 実はこんな人!!」というコーナーを放送。

- TBS
  - すばらしき仲間（1985年12月15日）
  - わくわく動物ランド（1986年4月2日）
  - アッコにおまかせ（1987年5月17日）
  - クイズダービー（1987年10月10日、1988年10月8日、 1991年6月15日）[注 21]
  - 加トちゃんケンちゃんごきげんテレビ（1987年10月24日 - 1989年9月16日 に計6回）[注 22]
  - テレビ探偵団（1987年12月13日、1989年9月17日、1990年1月3日）[注 23]
  - だぅもありがと!（1988年1月22日） - 歌を兼ねて出演。
  - すばらしき仲間Ⅱ（1988年7月24日、同年7月31日）
  - 噂的達人（1988年9月16日）
  - MOGITATE!バナナ大使（1989年5月12日、同年11月3日）
  - 女と男 聞けば聞くほど…（1989年5月13日）
  - Ryu's Bar 気ままにいい夜（1989年5月14日）
  - クイズ!当たって25%（1991年放送）
  - チューボーですよ!（1999年9月11日）
  - はなまるマーケット（2001年4月12日 ほか） - トークコーナー（「はなまるカフェ」）にゲスト出演
  - 日立 世界・ふしぎ発見!（2005年9月17日）
  - 島田検定SUPER!!（2005年11月12日）

- フジテレビ
  - オレたちひょうきん族（1987年5月23日、同年12月5日） - 「ひょうきんベストテン」に出演（※今週のスポットライト枠）
  - テレビくん、どうも!（1987年9月20日）
  - 森田一義アワー 笑っていいとも!  - 「テレフォンショッキング」に6回（1986年9月24日から2004年4月20日まで）出演した。なお、その期間中に他のコーナーへゲスト出演をしたことがある[注 24]。
  - とんねるずのみなさんのおかげです（1988年11月10日） - 「―心のばんそうこう―ペンション『ミルキー』物語」（コント）にゲスト出演[注 25]。
  - 周富徳と行く中国大陸究極のグルメツアー（1993年4月6日） - 映画『アイコ十六歳』で共演した松下由樹と再び共演。
  - ワーズワースの庭で（1993年6月25日） - VTR出演
  - SMAP×SMAP（1997年12月15日 ほか）
  - とんねるずのみなさんのおかげでした（1998年6月4日） - 「新・食わず嫌い王決定戦」にゲスト出演
  - メントレG（2003年8月8日）
  - 爆笑問題☆伝説の天才（2005年6月15日）
  - 平成教育2005予備校（2005年6月19日）
  - ブンブンサタデー「ヴァケスケ」（2005年12月17日）
  - 星の詩（2007年10月6日 - 2008年9月27日） - ナレーション
  - 爆笑レッドカーペット（2008年11月19日）
  - HEY!HEY!HEY! MUSIC CHAMP（2009年6月29日）
  - 土曜プレミアム 「人志松本のすべらない話 お前ら、やれんのか!!史上最多!初参戦9人!!スペシャル」（2010年6月26日） - 観覧ゲスト

- テレビ朝日
  - 三宅裕司のおめざめマンボ（1988年2月6日）
  - 徹子の部屋（1988年8月10日、1997年12月22日、2011年11月1日）
  - クイズMONOものがたり（1988年放送）
  - ゆく年くる年（1988年12月31日 - 1989年1月1日） - 同番組（民放版）の最終回。総合司会の1人として出演
  - 素敵な宇宙船地球号（2001年12月9日、2006年8月20日） - 2001年はナレーション、2006年は出演
  - くりぃむナントカ（2005年11月28日）
  - いいはなシーサー（2008年11月28日）
  - 奇跡の地球物語〜近未来創造サイエンス（放送日は下記を参照） - 不定期ナレーション、出演（最終回(第231回)のみ）
    - 第3回「月 〜人類を操る不思議な力〜」（2009年10月18日）
    - 第7回「海 〜未知なる世界に眠る宝〜」（2009年11月15日）
    - 第28回「骨 〜幻の人類史〜」（2010年5月9日）
    - 第36回「ロボット 〜科学者がつくる未来～」（2010年7月4日）
    - 第50回「羽田空港 〜週末海外実現プロジェクト〜」（2010年10月24日）
    - 第57回「平城遷都1300年 〜大仏に隠された謎〜」（2010年12月12日）
    - 第63回「レアメタル 〜宇宙からの贈り物〜」（2011年2月13日）
    - 第76回「肌 〜なぜシワはできるのか〜」（2011年5月22日）
    - 第80回「塩の魔法 〜美味和食のひみつ〜」（2011年6月19日）
    - 第104回「刀鍛冶 〜鉄を極める日本伝統の技〜」（2011年12月11日）
    - 第231回「宇宙から見た地球 ～宇宙飛行士：野口聡一が見た地球の真の姿～ 」（2014年9月28日） - この回のみ出演（前述）

  - 二人の食卓 〜ありがとうのレシピ〜 「金田明夫～九州・福岡の素材にこだわったおもてなし料理」（2010年1月9日）
  - 中居正広のミになる図書館（2016年4月12日）

- テレビ東京
  - おはようスタジオ（1985年4月4日、同年8月12日、同年11月18日）
  - 出没!アド街ック天国（2000年10月21日）[93]
  - 小倉久寛と富田靖子の大安吉日（2001年1月2日）
  - ペット大集合!ポチたま（2005年6月3日）
  - ありえへん∞世界（2013年1月8日 ほか）
  - 世界ナゼそこに?日本人（2015年1月12日）
  - 出川哲朗の充電させてもらえませんか?（2019年11月16日） - ゲスト出演[注 26]

- 東海テレビ
  - お正月だよ！ぐっさん家〜伊勢志摩ドライブ旅〜（2016年1月1日） - サプライズゲストとして出演

- 中部日本放送（CBCテレビ）
  - 鶴瓶のスジナシ!（2011年10月26日） - ゲスト出演（即興ドラマ「小さな喫茶店」を放送）

- 名古屋テレビ
  - 機動戦士ガンダム 逆襲のシャアのすべて（1988年放送）- 司会    - （古谷徹、池田秀一、川村万梨阿、富野由悠季が出演[注 27]。富田はこの番組で「ガンダムファンになった由来」を語っている（先述））

- 中京テレビ
  - サルヂエ（2005年6月27日）

- 毎日放送
  - 突然ガバチョ（1985年放送）
  - すてきな出逢い いい朝8時（1989年4月1日 ほか） - トークコーナー（「いい女だからお客様」）にゲスト出演
  - ト・キ・メ・キ旅物語（1992年2月23日） - オーストラリアを旅した

- 朝日放送
  - おはよう朝日です（1987年10月24日、1995年12月4日）
  - 石坂浩二の世界うらもおもても（1988年10月10日）
  - クイズ地球の歩き方（1989年5月6日）
  - たけしの万物創世紀（1995年10月から1996年3月） - レギュラー出演
  - ざこば・鶴瓶らくごのご（1996年放送）
  - 驚きももの木20世紀（1997年8月8日 ほか）
  - 世界痛快伝説!!運命のダダダダーン!（2000年10月20日 ほか数回）

- 関西テレビ
  - いつでも笑みを!（2002年10月5日） - トークコーナーにゲスト出演
  - にじいろジーン（2020年3月21日） - 「ぐっさんの!気になるあの街はじめて散策」にゲスト出演し、山口智充と新橋を散策した。

- 読売テレビ
  - どっちの料理ショー（1998年1月22日 ほか。2006年1月には『新どっちの料理ショー』にも出演したことがある）

- 西日本放送
  - 春・元気ですか!? 靖子 in 四国（1988年4月[要出典]放送） - 1988年4月10日に全面開業した本四備讃線（瀬戸大橋線）の特別番組。

- 福岡放送
  - 福岡出身タレントがつくる!!豪華テレビ 芸能界を支えているのは福岡県人だ（2015年4月26日）

- BSフジ
  - ミ・ラ・イIII〜小さな希望たちの讃歌（）〜（2012年9月） - レポーター（取材先：アイスランド）

- WOWOW
  - 夢工房！ディズニー・スタジオ（1992年9月27日） - ミッキーマウス（※CGによる合成）との共演シーンがある。
  - 古都・杭州の旅〜中国芸術指南〜お茶と陶器の世界（2008年7月20日） - レポーター

ほか多数
（※1990年までは「歌のゲスト」として出演した番組も含む）

### ラジオ（ドラマを除く）
- 富田靖子のチャレンジ名作ライブラリー（1984年4月 - 1986年4月、文化放送）
  - ※同番組においては武田鉄矢、松本伊代に続く3代目パーソナリティ。
- 鶴光の代打逆転サヨナラ満塁ホームラン 花とおじさん（1985年10月 - 1986年3月、ニッポン放送） - 主に月曜レギュラーアシスタント
- 富田靖子のおちゃめクラブ（1987年4月 - 1989年4月、TBSラジオ）

### アニメ
- 藤子・F・不二雄アニメスペシャル SFアドベンチャー T・Pぼん（1989年10月14日、日本テレビ） - ナレーション
- 小松左京アニメ劇場（1989年10月18日 - 1990年3月29日） - キャラクターボイス

### CM
下記の各CMを含む多くのテレビCMに出演したが、ナレーションを兼ねたCM・声の出演（ナレーションまたは吹き替え）のみとなったCMが混在する。一部は商品カタログなどの広告（テレホンカードを含む）やラジオCMにも起用された。
- 花王
  - 「ビオレ」（1983年）
- 名鉄百貨店
  - 「メイテツのお歳暮」（1983年[注 28]）
- 明治製菓
  - 「プチクレープ」（1984年）、「明治チョコレート ストロベリー」（1986年。歌も担当）、「ポポロン」（1987年）
- 瀧本
  - 「スクールタイガー学生服」（1984年）
- ケンウッド（旧：TRIO（））
  - 「トリオステージマスター」（1984年）、「ROXY（）」（1985年）
- アサヒ飲料
  - 「三ツ矢サイダー」（1985年）、「あじわい緑茶」（1997年）
- NTT
  - 「ウィークエンド・コール」、「おめでトーク」、「19（）の日」（1986年 - 1987年） - 中田とみ、水島かおりと共演[96]
- カウベル
  - 「カウベルのバレンタインデー」（1988年、宮城県ローカル。ナレーションのみ（静止画CM）[注 29]）
- サンヨー食品
  - 「サッポロ一番」（1988年）[注 30]
- JR四国
  - 「どっきん四国」（1988年 - 1989年。ラジオCMも担当）、「靖子の四国はしあわせランド -しあわせランド四国-」（1989年）
- 大森屋
  - 企業広告（1988年）、「贈り物（お中元）」（1989年）
- 日興證券
  - 「中期国債ファンド」（1988年・1990年）、「ホームトレードワンFC」（1988年）[注 31]、「IT / インベストメント・テクノロジー」（1990年）
- キヤノン
  - 「オートボーイ」(1991年 - 1993年）、「ファミリーコピア」（1991年）
- 雪印乳業
  - 「ナチュレ」（1989年 - 1990年）、「のむナチュレ」（1991年）
- 三共
  - 「ルル」（1989年 - 1992年） - 第15代・ルル娘
- 日産自動車
  - 「ローレル」C33型新型発表前のティーザー広告（1988年12月 - 1989年1月）
- ライオン
  - 「エチケットライオン」（1988年）、「Ban」（1990年）
- トヨタ自動車
  - 「カリーナ」（1992年。鷲生功と共演（富田はナレーション兼任））[97]
- JR東海
  - 「クリスマス・エクスプレス」（1992年。吉本多香美の吹き替え）[98]
- ハウス食品
  - 「ディッシュアップ」（1995年）、「フルーツインゼリー」（1995年）[注 32]
- 常盤薬品
  - 「パスビタン」（1996年、クタビーチ（バリ島）篇）
- ミツカン
  - 「五目ちらし」（1997年、奥様はバラ色の瞳篇）[99]
- タイガー魔法瓶
  - 「タイガーVE真空電動ポットとく子さん」（2000年）[注 33]、「タイガー浄水マイコン電動ポットお湯の七光」（2000年頃）、「タイガーIH炊飯ジャー炊きたて」（2000年 - 2001年）、「タイガーホットプレートモウいちまい」（2000年頃）
- ニッセン
  - 企業広告（2006年）
- キリンビール
  - 「一番搾り」『宮城かき篇』（2006年。佐藤浩市と共演）
- ユーキャン
  - 「フミダスムービー『キラキラ』」（2010年。主婦 役）、「通信教育」（2010年）
- Cygames
  - 「グランブルーファンタジー」（2015年）

ほか多数

### WEBムービー
- 甲賀市「甲賀市観光プロモーションムービー」（2022年4月） - 福田麻由子と共演[注 34][100][101]

### その他
- 消えたプリンセス（1986年、ゲームイメージキャラクター）
- FUNKY MONKEY BABYS「涙/夢」（2010年） - 初回限定盤のジャケットに起用された[102]。

## 受賞歴
- 1985年
  - 第8回日本アカデミー賞 新人俳優賞（『アイコ16歳』・『ときめき海岸物語』）[103]
  - 第6回ヨコハマ映画祭 最優秀新人賞（『アイコ16歳』）[104][注 35]
- 1988年
  - 第9回ヨコハマ映画祭 主演女優賞（『BU・SU』）[106][107]
  - 第2回高崎映画祭 ベストアイドル賞（『BU・SU』）[108]
  - 第13回シティロード・メモリアル・ベスト ベスト女優1位[109]
- 1995年
  - 第8回東京国際映画祭 最優秀女優賞（『南京の基督』）[110][111]
- 2001年
  - 第29回ザテレビジョンドラマアカデミー賞 助演女優賞（『昔の男』）[112]

## 音楽

### シングル
| 枚                                     | 発売日                                 | タイトル                                                                  | c/w |
| 日本コロムビア / BLOW UP 冨田靖子 名義 | 日本コロムビア / BLOW UP 冨田靖子 名義 | 日本コロムビア / BLOW UP 冨田靖子 名義                                    | 日本コロムビア / BLOW UP 冨田靖子 名義 |
| -------------------------------------- | -------------------------------------- | ------------------------------------------------------------------------- | --- |
| 1st                                    | 1983年11月21日                         | オレンジ色の絵葉書 作詞：長谷川千津・康珍化 作曲：柴矢俊彦 編曲：大谷和夫 | 夢少女 唄：松下幸枝(りんりん)・伊神さかえ(ゴンベ)・三次令子(おきょん)・浅野由美(モック)・河合美佐(紅子) 作詞：小林和子 作曲：新田一郎 編曲：大谷和夫 |
| 日本コロムビア 冨田靖子名義            |                                        |                                                                           | |
| 2nd                                    | 1984年7月21日                          | 渚のドルフィン 作詞：松本隆 作曲：筒美京平 編曲：瀬尾一三                 | 林檎雨 作詞：松本隆 作曲：筒美京平 編曲：瀬尾一三 |
| 日本コロムビア 富田靖子 名義           |                                        |                                                                           | |
| 3rd                                    | 1985年2月21日                          | さびしんぼう 作詞：売野雅勇 作曲：Frederic Chopin 編曲：瀬尾一三          | 水彩画の頃 作詞：竜真知子 作曲：桐ヶ谷仁 編曲：瀬尾一三                                                                                              |
| 4th                                    | 1985年7月1日                           | スウィート 作詞：三浦徳子 作曲：鈴木キサブロー 編曲：奥慶一               | 嫌いキラキラ愛してる 作詞：奥野敦子 作曲：奥野敦子 編曲：柴矢俊彦                                                                                    |
| 5th                                    | 1985年11月21日                         | 君はシンデレラ 作詞：三浦徳子 作曲：タケカワユキヒデ 編曲：矢野立美       | 感傷物語 作詞：吉元由美 作曲：戸田誠司 編曲：戸田誠司                                                                                                |
| 6th                                    | 1986年8月21日                          | なんて素敵にジャパネスク 作詞：吉元由美 作曲：久保田洋司 編曲：矢野立美   | ときめきアンコール 作詞：つのだひろ 作曲：つのだひろ 編曲：清水信之                                                                                  |
| 7th                                    | 1987年4月21日                          | 私だけのアンカー 作詞：川村真澄 作曲：林哲司 編曲：船山基紀               | クローバー 作詞：川村真澄 作曲：林哲司 編曲：船山基紀                                                                                                |
| 8th                                    | 1987年10月21日                         | 悲しきチェイサー 作詞：川村真澄 作曲：渡辺博也 編曲：渡辺博也             | センチメンタル・ヒッチハイク 作詞：川村真澄 作曲：林哲司 編曲：新川博 コーラス・アレンジ：柴矢俊彦                                                   |
| 9th                                    | 1988年2月10日                          | 元気ですか!? 作詞：売野雅勇 作曲：林哲司 編曲：新川博                     | いつかどこかで 作詞：売野雅勇 作曲：林哲司 編曲：新川博                                                                                              |
| 10th                                   | 1988年7月5日                           | それは彼女のグッバイ 作詞：麻生圭子 作曲：柴矢俊彦 編曲：大塚修司         | 夢の町へ 作詞：市川森一 作曲：田村洋 編曲：山中紀昌                                                                                                  |
| 東芝EMI / EASTWORLD 富田靖子名義       |                                        |                                                                           | |
| 11th                                   | 1990年11月21日                         | 恋かくれんぼ 作詞：松井五郎 作曲：入江剣 編曲：白井良明                   | 緑の宝石 作詞：高坂里佳 作曲：高坂里佳 編曲：白井良明                                                                                                |

### 12inchシングル
| 枚                           | 発売日                       | タイトル                            | 収録曲 |
| 日本コロムビア 富田靖子 名義 | 日本コロムビア 富田靖子 名義 | 日本コロムビア 富田靖子 名義        | 日本コロムビア 富田靖子 名義 |
| ---------------------------- | ---------------------------- | ----------------------------------- | --- |
| 1st                          | 1986年2月27日                | Birthday Special いつだってWith You | 1. ストレンジRAINに包まれて 作詞：川村真澄 作曲：滝沢洋一 編曲：戸田誠司 2. ちょっと待ってよマイ・ハート 作詞・作曲：松宮恭子 編曲：戸田誠司 3. HAPPY BIRTHDAY 作詞：富田靖子 作曲・編曲：戸田誠司 |

### コラボレーションシングル
| 名義                          | 発売日        | タイトル       | c/w                                   | 発売元                 |
| ----------------------------- | ------------- | -------------- | ------------------------------------- | ---------------------- |
| 富田靖子 & 東京バナナボーイズ | 1992年7月22日 | ちきゅうのうた | ちきゅうのうた (オリジナルカラオケ)   | マイカルハミングバード |
| 富田靖子 & 東京バナナボーイズ | 1992年7月22日 | ちきゅうのうた | ちきゅうのうた (インストゥルメンタル) | マイカルハミングバード |
| 富田靖子 & 東京バナナボーイズ | 1992年7月22日 | ちきゅうのうた | ちきゅうのうた (CMヴァージョン)       | マイカルハミングバード |

### アルバム

#### オリジナル・アルバム
- 1stアルバム以外は、全て富田靖子名義。

#### ミニアルバム
| 枚                           | 発売日                       | タイトル                     | 収録曲                                                                      |
| 日本コロムビア 富田靖子 名義 | 日本コロムビア 富田靖子 名義 | 日本コロムビア 富田靖子 名義 | 日本コロムビア 富田靖子 名義                                                |
| ---------------------------- | ---------------------------- | ---------------------------- | --------------------------------------------------------------------------- |
| 1st                          | 1988年7月21日                | PAGE ONE                     | 1. P-TIME 2. 哀しみは月にかえて 3. それは彼女のグッバイ 4. だんだんの悲しみ |

#### ベストアルバム
| 枚                           | 発売日                       | タイトル                     | 収録曲 |
| 日本コロムビア 富田靖子 名義 | 日本コロムビア 富田靖子 名義 | 日本コロムビア 富田靖子 名義 | 日本コロムビア 富田靖子 名義 |
| ---------------------------- | ---------------------------- | ---------------------------- | --- |
| 1st                          | 1986年11月21日               | 少女譜                       | 1. 林檎雨 2. オレンジ色の絵葉書 3. 渚のドルフィン 4. 夜空のララバイ 5. さびしんぼう 6. 恋を振り向かないで 7. 水彩画の頃 8. ストレンジRAINに包まれて 9. あなただけ…今晩は 10. 君はシンデレラ 11. スウィート 12. 君がいるだけで 13. 感傷物語 14. なんて素敵にジャパネスク                                                                                        |
| 2nd                          | 1988年12月1日                | 14 - 19                      | 1. 悲しきチェイサー (extended mix) 2. 消えたプリンセス 3. 元気ですか!? 4. それは彼女のグッバイ 5. あの日に帰りたい 6. シナリオ① "ほんの5g" 7. 私だけのアンカー 8. シナリオ② "さびしんぼう" 9. さびしんぼう 10. シナリオ③ "アイコ十六歳" 11. オレンジ色の絵葉書'88 (re-mix)                                                                                     |
| 3rd                          | 2010年3月3日                 | ゴールデン☆ベスト            | 1. さびしんぼう 2. オレンジ色の絵葉書 3. 渚のドルフィン 4. スウィート 5. 君はシンデレラ 6. ストレンジRAINに包まれて 7. なんて素敵にジャパネスク 8. 私だけのアンカー 9. 悲しきチェイサー 10. 元気ですか!? 11. それは彼女のグッバイ 12. 恋かくれんぼ 13. 林檎雨 14. 卒業という名の列車 15. P-TIME 16. 哀しみは月にかえて 17. 消えたプリンセス 18. HAPPY BIRTHDAY |

### ビデオ
| 枚                           | 発売日                       | タイトル                                                      |
| 日本コロムビア 富田靖子 名義 | 日本コロムビア 富田靖子 名義 | 日本コロムビア 富田靖子 名義                                  |
| ---------------------------- | ---------------------------- | ------------------------------------------------------------- |
| 1st                          | 1985年5月21日                | ふぁんたじっく わあるど ―とっても昔、大昔、昔と今とずっと先。 |
| 2nd                          | 1986年11月1日                | 富田靖子的休日。 '86. 道ばたの夏                              |

### 参加作品
| 発売日        | アーティスト | 作品         | 参加曲         | 備考                       |
| ------------- | ------------ | ------------ | -------------- | -------------------------- |
| 1985年12月1日 | 嘉門達夫     | 哀愁の黒乳首 | 「ペンション」 | 「ヤッホー」と叫ぶ声で参加 |

### タイアップ曲
| 楽曲                         | タイアップ                                                                                           |
| ---------------------------- | --- |
| オレンジ色の絵葉書           | アミューズ シネマ シティ、中部日本放送提供作品／日本ヘラルド映画配給『アイコ十六歳』イメージ・ソング |
| 渚のドルフィン               | 松竹映画『ときめき海岸物語』主題歌                                                                   |
| 林檎雨                       | 瀧本「スクールタイガー学生服」CMソング                                                               |
| さびしんぼう                 | 株式会社 東宝映画/アミューズ・シネマ・シティ株式会社 提供作品『さびしんぼう』主題歌                  |
| さびしんぼう                 | ケンウッド「ROXY」CMソング                                                                           |
| ちょっと待ってよマイ・ハート | 明治製菓「明治チョコレート ストロベリー」CMソング                                                    |
| なんて素敵にジャパネスク     | 日本テレビ系ドラマ『なんて素敵にジャパネスク』主題歌                                                 |
| ときめきアンコール           | 明治製菓「プチクレープ」CMソング                                                                     |
| 私だけのアンカー             | テレビ朝日系ドラマ『やるっきゃないモン!』主題歌                                                      |
| クローバー                   | テレビ朝日系ドラマ『やるっきゃないモン!』挿入歌                                                      |
| 悲しきチェイサー             | TBS系ドラマ『赤ちゃんに乾杯!』挿入歌                                                                 |
| 元気ですか!?                 | JR四国「どっきん四国」CMソング                                                                       |
| それは彼女のグッバイ         | 日興證券「中期国債ファンド」CMソング                                                                 |
| 夢の町へ                     | NHK・銀河テレビ小説『悲しみだけが夢をみる』主題歌                                                    |
| 恋かくれんぼ                 | TBS系アニメ『三丁目の夕日』オープニングテーマ                                                        |
| 緑の宝石                     | TBS系アニメ『三丁目の夕日』エンディングテーマ                                                        |
| ちきゅうのうた               | カルビー「かっぱえびせん」CMソング                                                                   |